# 몬트 블루
몬트 블루(Monte Blue, 1887년 1월 11일 ~ 1963년 2월 18일)는 미국의 연극 배우, 영화배우이다.

## 영화
- 용감한 린티 (1954년)
- 아파치 (1954년)
- 마천루 (1949년)
- 론 레인저 - 49년 시리즈 (1949년)
- 룩 포 더 실버 리닝 (1949년)
- 콜로라도 테리토리 (1949년)
- 투 가이스 프럼 텍사스 (1948년)
- 조니 벨린다 (1948년)
- 돈 쥬앙의 모험 (1948년)
- 키 라르고 (1948년)
- 마이 와일드 아이리시 로즈 (1947년)
- 포제스트 (1947년)
- 아버지와 인생을 (1947년)
- 투 가이스 프럼 밀워키 (1946년)
- 보스톤에서 온 두 자매 (1946년)
- 유머레스크 (1946년)
- 스톨렌 라이프 (1946년)
- 시간 장소 그리고 여자 (1946년)
- 샌 안토니오 (1945년)
- 여행 가방 (1945년)
- 마르세이유 가는 길 (1944년)
- 노던 퍼슈트 (1943년)
- 탱크 유어 럭키 스타스 (1943년)
- 엣지 오브 다크니스 (1943년)
- 마이 페이버릿 브론드 (1942년)
- 어크로스 더 패시픽 (1942년)
- 영웅의 여자 (1942년)
- 팜 비치 스토리 (1942년)
- 내 사랑 마녀 (1942년)
- 설리반의 여행 (1942년)
- 카사블랑카 (1942년)
- 모로코 가는 길 (1942년)
- 철완 짐 (1942년)
- 싱가폴 가는 길 (1940년)
- 닷지 시티 (1939년)
- 유아레즈 (1939년)
- 본 투 더 웨스트 (1937년)
- 루틴 투틴 리듬 (1937년)
- 소울스 앳 씨 (1937년)
- 메리 오브 스코틀랜드 (1936년)
- 평원의 사나이 (1936년)
- 대서양비밀 (1936년)
- 리브 오브 어 벵골 랜서 (1935년)
- 스튜던트 투어 (1934년)
- 라스트 라운드업 (1934년)
- 컴 온 마린스 (1934년)
- 썬더링 허드 (1933년)
- 쇼 오브 쇼 (1929년)
- 화이트 샤도우 인 더 사우스 씨 (1928년)
- 여기는 파리 (1926년) - 폴 지로 역
- 키스 미 어게인 (1925년)
- 풍운의 고아 (1921년)
- 타잔 - 엘모 린콘 편 2 (1918년)
- 인톨러런스 (1916년)